# 卡達孚旺
卡達孚旺（撒奇萊雅語：Katabowang/Kadabowang），是台灣撒奇萊雅族傳說中的巨人，雖然心地善良，但因為接連發生的不幸而選擇死亡。

## 經歷
卡達孚旺和水璉部落的人生活在一起，他心地善良、和當地的人和平共處，並且娶妻生子。
有一天，在田裡工作的他發現妻子沒有照常給他送飯來，察覺不對勁的他連忙起身跑回家，過程中身上抖落的沙土變成海岸山脈、隨手丟下的土堆則成為美崙山，回到家之後他發現妻子被野狗咬死了、兒子也不小心被自己踩死，悲痛的他從此自暴自棄、不再工作、餓了就偷族人的東西吃，最後被抓起來，族人都為他是小偷而很吃驚。卡達孚旺在慚愧和痛苦之下不願活下去，要求族人殺死他，族人拗不過他的要求只好照做，並且遵照他的要求將他頭南腳北的埋葬在海岸山脈。
卡達孚旺在死前囑咐族人不要刺破自己的膽，但族人還是不小心刺破了，膽汁流入了海中，使得海水變得又鹹又苦、再也不能喝。

## 死後
撒奇萊雅族人相信卡達孚旺在死後成為了山神，保護著附近的部落，他們之所以能在這裡安身立命也是因為卡達孚旺的庇佑。

## 其他
現今位於水璉部落南方的牛山（Huting abuyu）被認為是當初卡達孚旺的住處，山稜線就是房屋的屋脊；而海岸山脈的制高點花蓮山，則是埋葬他的地方。